# 洪德豪普滕
洪德豪普滕（德語：Hundhaupten，發音：[ˈhʊntˌhaʊptn̩]）是德国图林根州格赖茨县的市镇，面积7.89平方千米，2023年12月31日人口为318人。